# الدماغ العالمي
الدماغ العالمي هو رؤية مستقبلية مستوحاة من علم الأعصاب لشبكة تكنولوجيا المعلومات والاتصالات الكوكبية التي تربط بين جميع البشر ومصنوعاتهم التكنولوجية. نظراً لأن هذه الشبكة تخزن معلومات أكثر من أي وقت مضى، وتتولى المزيد من وظائف التنسيق والتواصل من المنظمات التقليدية، وتصبح أكثر ذكاءً،  فإنها تلعب دور الدماغ لكوكب الأرض بصيغة متزايدة.

## الأفكار الأساسية

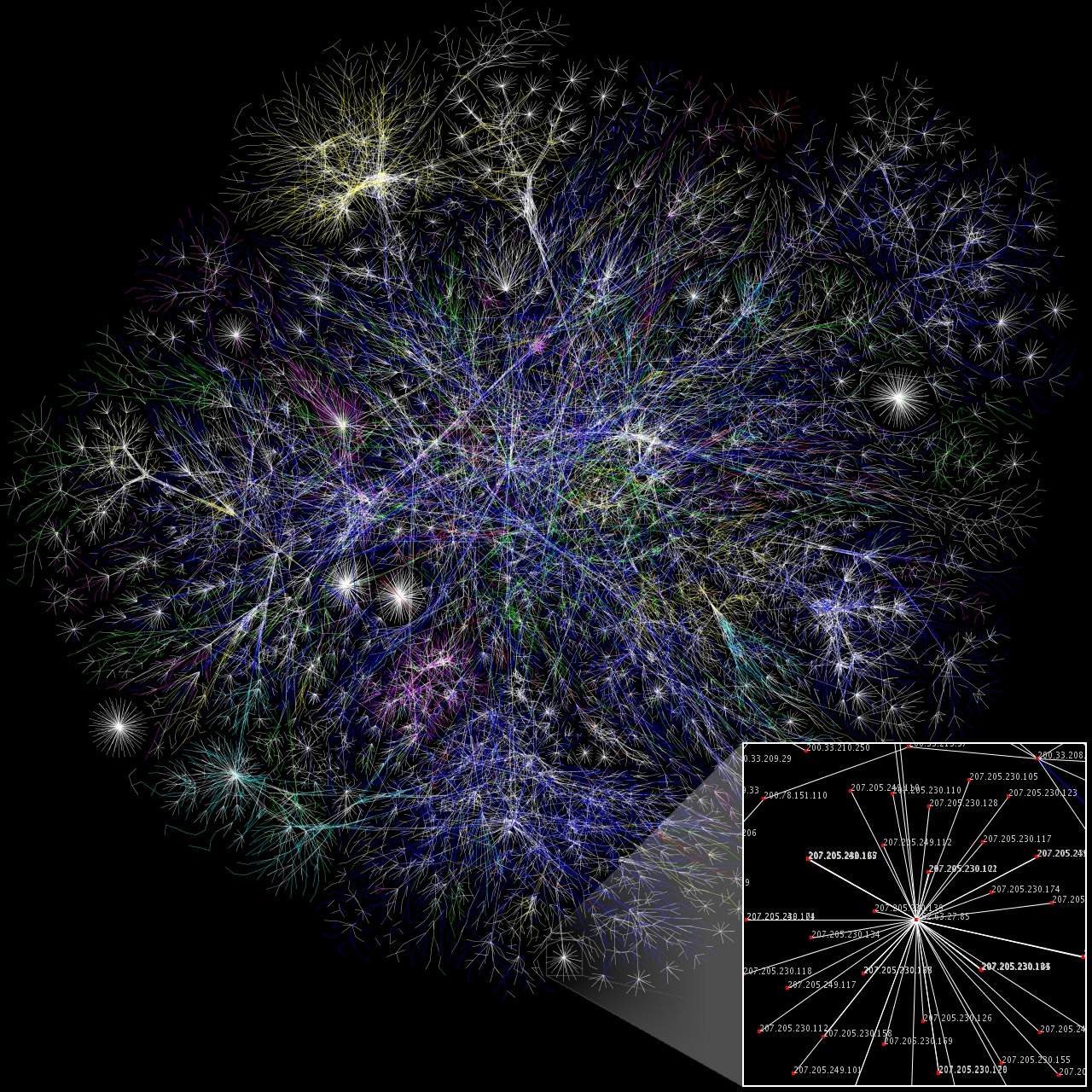
تحسين تصور المشروع لمسارات التوجيه من خلال جزء من الإنترنت. يمكن النظر إلى اتصالات ومسارات الإنترنت على أنها مسارات للخلايا العصبية ونقاط الاشتباك العصبي في دماغ عالمي

يدعي مؤيدو فرضية الدماغ العالمية أن الإنترنت يربط مستخدميه بطريقة متزايدة معًا في نظام معالجة معلومات واحد يعمل كجزء من الجهاز العصبي الجماعي للكوكب. إن ذكاء هذه الشبكة جماعي أو موزع، فهو غير مركزي أو محلي في أي فرد أو منظمة أو نظام كمبيوتر معين. لذلك، لا يمكن لأحد أن يأمره أو يتحكم به. بدلاً من ذلك، فهو ينظم نفسه ذاتياً أو ينبثق عن الشبكات الديناميكية للتفاعل بين مكوناته. هذه خاصية نموذجية للأنظمة التكيفية المعقدة.
تشبه شبكة الويب العالمية على وجه الخصوص تنظيم الدماغ بصفحات الويب الخاصة به (التي تلعب دورًا مشابهًا للخلايا العصبية) المتصلة بالارتباطات التشعبية (تلعب دورًا مشابهًا لنقاط الاشتباك العصبي)، وتشكل معًا شبكة ارتباطية تنتشر المعلومات عبرها. يصبح هذا التشبيه أقوى مع ظهور وسائل التواصل الاجتماعي، مثل فيسبوك، إذ تمثل الروابط بين الصفحات الشخصية العلاقات في  شبكة اجتماعية تنتشر فيها المعلومات من شخص لآخر. يشبه هذا الانتشار  انتشار التفعيل الذي تستخدمه الشبكات العصبية في الدماغ لمعالجة المعلومات بطريقة متوازية وموزعة.

## التاريخ
مع أن بعض الأفكار الأساسية جرى التعبير عنها بالفعل من قبل نيكولا تيسلا في أواخر القرن التاسع عشر وكتب عنها العديد من الآخرين قبله، فإن مصطلح «الدماغ العالمي» صاغه بيتر راسل في الثمانينيات من القرن العشرين في كتابه الدماغ العالمي. جرى تحديد كيفية تطوير الإنترنت لتحقيق ذلك في الثمانينيات من القرن العشرين. نشر جوتفريد ماير-كريس أول مقال جرت مراجعته من قبل الأقران في التسعينيات من القرن العشرين، في حين أن الخوارزميات الأولى التي يمكن أن تحول شبكة الويب العالمية إلى ذكاء جماعي اقتُرحت من قبل فرانسيس هيلين ويوهان بولين في التسعينيات من القرن العشرين. بمراجعة خيوط التاريخ الفكري التي ساهمت في فرضية الدماغ العالمية، يميز فرانسيس هيليغين أربع وجهات نظر: (العضوية والموسوعية والانبثاق وعلم التحكم الآلي التطوري). ويؤكد أن هذه الأمور تطورت في استقلال نسبي ولكنها الآن تتقارب في إعادة صياغتها العلمية.

### العضوية
في القرن التاسع عشر، رأى عالم الاجتماع هربرت سبنسر المجتمع على أنه كائن اجتماعي وأوضح حاجته إلى الجهاز العصبي. طور عالم الحشرات ويليام ويلر مفهوم مستعمرة النمل باعتبارها كائنًا ممتدًا مكانيًا، وفي الثلاثينيات من القرن العشرين صاغ مصطلح الكائنات الحية الخارقة لوصف مثل هذا الكيان. جرى تبني هذا المفهوم لاحقًا من قبل مفكرين مثل جريجوري ستوك في كتابه ميتامان وجويل دي روسناي لوصف مجتمع الكواكب بأنه  كائن خارق.
ربما وُضعت الجوانب العقلية لمثل هذا النظام العضوي على مستوى الكواكب لأول مرة على نطاق واسع من قبل عالم الحفريات والكاهن اليسوعي بيير تيلار دي شاردان. في الأربعينيات من القرن العشرين، وصف «كوكب الأرض» القادم للبشرية، والذي عدَّه المرحلة التالية لتسريع التنشئة الاجتماعية البشرية. وصف تيلار كلاً من التنشئة الاجتماعية والكواكب بأنهما عمليتان لا رجعة فيهما ولا يمكن مقاومتهما من التطور الميكروبيولوجي، المتوَّج بظهور  مجال نوزفير  (بالإنجليزية: Noosphere)، أو العقل العالمي.
تصف نظرية الأنظمة الحية الأحدث كلاً من الكائنات الحية والأنظمة الاجتماعية من حيث الأنظمة الفرعية الحرجة (الأعضاء) التي تحتاج إلى احتوائها من أجل البقاء، مثل نظام النقل الداخلي واحتياطي الموارد ونظام اتخاذ القرار. ألهمت هذه النظرية العديد من المفكرين، بما في ذلك بيتر راسل وفرانسيس هيليغين، لتعريف الدماغ العالمي على أنه شبكة من النظم الفرعية لمعالجة المعلومات للنظام الاجتماعي الكوكبي.

### الموسوعة
من منظور الموسوعية، ينصب التركيز على تطوير شبكة معرفة عالمية. كانت أول محاولة منهجية لإنشاء مثل هذا النظام المتكامل للمعرفة العالمية موسوعة القرن الثامن عشر لدينيس ديدرو وجان لو روند دالمبرت. ومع ذلك، بحلول نهاية القرن التاسع عشر، أصبح مقدار المعرفة كبيرًا جدًا بحيث لا يمكن نشره في مجلد تركيبي واحد. لمعالجة هذه المشكلة، أسس بول أوتليت علم التوثيق، الذي يسمى الآن علم المعلومات. في الثلاثينيات من القرن الماضي، تصور نظامًا شبيهًا بشبكة الويب العالمية للارتباطات بين الوثائق ووصلات الاتصالات السلكية واللاسلكية التي من شأنها أن تجعل كل معارف العالم متاحة على الفور لأي شخص. اقترح إتش جي ويلز رؤية مماثلة لموسوعة عالمية متطورة بشكل تعاوني يجري تحديثها باستمرار من قبل مؤسسة عالمية شبيهة بالجامعة. أطلق على هذا اسم الدماغ العالمي، لأنه سيعمل كذاكرة محدثة باستمرار للكوكب، مع أن صورة البشرية التي تعمل بشكل غير رسمي كعقل عالمي أكثر عضوية هي فكرة متكررة في أعماله الأخرى.
استلهم تيم بيرنرز لي، مخترع شبكة الويب العالمية، اختراعه أيضًا من إمكانيات الارتباط الحر للدماغ. يمكن للدماغ أن يربط أنواعًا مختلفة من المعلومات دون أي ارتباط ظاهر بخلاف ذلك، اعتقد بيرنرز لي أن أجهزة الكمبيوتر يمكن أن تصبح أكثر قوة إذا تمكنت من محاكاة هذه الوظيفة، أي إنشاء روابط بين أي معلومة عشوائية. أقوى تطبيق للموسوعة حتى الآن هو ويكيبيديا، التي تدمج القوى النقابية لشبكة الويب العالمية مع الذكاء الجماعي لملايين المساهمين، تقترب من المثل الأعلى للذاكرة العالمية. الويب الدلالي، الذي اقترحه بيرنرز لي لأول مرة، هو نظام بروتوكولات لجعل أجزاء المعرفة وروابطها قابلة للقراءة بواسطة الآلات، بحيث يمكن استخدامها لعمل استنتاجات تلقائية، وبالتالي تزويد هذه الشبكة الشبيهة بالدماغ ببعض القدرة على «التفكير» أو التفكير المستقل.

## الانتقادات
من الانتقادات الشائعة لفكرة أن البشرية ستصبح موجهة من قبل عقل عالمي هو أن هذا من شأنه أن يقلل من التنوع الفردي والحرية، ويؤدي إلى المراقبة الجماعية. هذا النقد مستوحى من الأشكال الشمولية للحكومة، يتضح أيضًا من شخصية جورج أورويل «الأخ الأكبر». كما أنها مستوحاة من التشابه بين الذكاء الجماعي أو ذكاء السرب ومجتمعات الحشرات، مثل خلايا النحل ومستعمرات النمل، حيث يكون الأفراد قابلين للتبادل بصيغة أساسية. من منظور أكثر تطرفًا، جرت مقارنة الدماغ العالمي مع «بورك»، وهو سباق من التفكير الجماعي السايبورغ الذي ظهر في سلسلة أفلام الخيال العلمي ستار تريك Star Trek.
يرد منظرو الدماغ العالمي أن ظهور الذكاء الموزع يؤدي إلى عكس هذه الرؤية تمامًا. والسبب هو أن الذكاء الجماعي الفعال يتطلب تنوعًا في الرأي واللامركزية والاستقلال الفردي، كما أوضح جيمس سوروفيكي في كتابه حكمة الحشود. علاوة على ذلك، فإن الشكل الأكثر توزيعًا لصنع القرار من شأنه أن يقلل من سلطة الحكومات أو الشركات أو القادة السياسيين، وبالتالي زيادة المشاركة الديمقراطية وتقليل مخاطر السيطرة الشمولية.